# منوتشهر قرباني فر
منوتشهر قرباني فر (فارسي: منوچهر قربانی‌فر، إنجليزي: Manucher Ghorbanifar)، والمعروف ب«قُربا»، ضابط في وكالة المخابرات الإيرانية في حكم الشاه، السافاك وهو كان الوسيط الرئيسي في القضية المعروفة بمك فارلين، أو ايران كونترا. عرّفه مايكل لدين إلى اوليور نورث.
ذكر في كتاب «النسر والأسد» أنه كان مترجما يعمل لدى السافاك.